# Pachythyone
Genre
Pachythyone est un genre d'holothuries (concombres de mer) de la famille des Sclerodactylidae.

## Liste des espèces
Selon World Register of Marine Species (24 février 2015) :
- Pachythyone lugubris (Deichmann, 1939)
- Pachythyone pseudolugubris Deichmann, 1941
- Pachythyone rubra (Clark, 1901)